# Jean-Baptiste André Godin
Jean-Baptiste André Godin (26. ledna 1817 Esquéhéries, Francie – 29. ledna 1888, Guise) byl francouzský industrialista, spisovatel, politický teoretik a sociální inovátor. Jeho nejznámějším počinem je Familistère de Guise, komplex budov ve francouzském městě Guise, který samostatně fungoval uvnitř města a uspokojoval všechny potřeby ubytovaných Godinových dělníků.

## Životopis
André Godin byl syn uměleckého kováře. V 17 letech začal pracovat jako učeň v otcově kovárně. Později založil malou továrnu pro ruční výrobu odlitků pro kovová kamna. V roce 1846 přemístil vynášející byznys do Guise. Vyráběl sporáky a kamna nejrůznějších druhů, z jejichž výroby zbohatl a založil fondy a zástavby pro dělníky. Zároveň se Godin a jeho bratranec Moret v této době seznamovali s myšlenkami o současném socialismu a komunismu. Godin se stal horlivým následovníkem utopického socialisty Charlese Fouriera, který pracoval s myšlenkou budoucnosti dělníků a jejich komunit. Pomohl založit utopistickou společnost v Texasu, známou jako La Réunion. V návaznosti na to navrhl a vybudoval industriální a residenční společnost, jež se nazývala Familistère de Guise – sociální palác. Nakonec ji odkázal kooperativnímu vlastnictví a managementu dělníků.

### Výstavba Familistéry
V letech 1856–1859 začal Godin budovat v Guise na základě detailněji rozvržených plánů svou Familistère. Jeho intence ke zdokonalení bydlení dělníků, ale také „produkce“, obchod, zásobování, vzdělávání a rekreace, všechny aspekty života moderního dělníka, byly v jeho plánech zohledněny. Navrhl Familistère jako samostatnou komunitu sekularizovanou uvnitř většího celku – města Guise. Celé území se slévárnou bylo rozlehlé okolo osmnácti akrů a dosahovalo na oba břehy řeky Oise. Navíc se k velké továrně na kovová kamna přidaly také tři další rozlehlé budovy, každá čtyři podlaží vysoká, které byly zkonstruovány k ubytování všech dělníků a jejich rodin, přičemž každá rodina měla apartmán tvořený z dvou až tří pokojů. Hlavní budova se skládala z tří pravoúhlých bloků spojených v rozích. Každý z těchto bloků měl rozlehlý středový dvůr, nad nímž se tyčila prosklená střecha, pod níž si mohly hrát děti za každého počasí. Galerie okolo dvoru poskytovaly přístup do všech apartmánů na každém podlaží. Také zde byly zahradní pozemky pro každého dělníka. V roce 1872, když korespondent z amerického Harper’s Magazínu navštívil komplex, žilo tu 900 dělníků včetně jejich žen a rodin, celkem kolem 1200 lidí.
Projekt neobsahoval žádné kostely, ale ty v okolí Guise byly. Za hlavním blokem byly tunelem připojeny jesle a školka. Naproti hlavnímu bloku byla budova, v níž bylo divadlo jako zdroj kulturní zábavy (koncertů, dramatických představení) a základní škola pro děti od šesti let. Oddělené bloky, známé také jako „ekonomaty“, obsahovaly samoobsluhu a nejrůznější obchody, občerstvení a rekreační místnosti. Produkty a zboží byly pořizovány za velkoobchodní ceny a prodávány pouze s malou přirážkou. Zboží bylo ve skladech pod budovou, v níž byly i sklepy rodin.
Godin navrhoval Familistèru přes dvacet let. Během Prusko-francouzské války roku 1870 pomáhal bránit svou zem a v roce 1871 byl zvolen zástupcem departementu Aisne, ale brzy poté odešel do důchodu a od roku 1876 zasvětil zbytek života řízení Familistéry. V roce 1878 založil časopis Devoir (Povinnost). V roce 1880 Godin vytvořil asociaci ve formě kooperativní společnosti vlastněné dělníky, která se nazývala Association coopérative du Capital et du Travail (Kooperativní sdružení kapitálu a práce).
V roce 1882 Godin byl vyznamenán Řádem čestné legie.
Budova s jeslemi byla zničena během první světové války Němci v roce 1918 a nikdy nebyla znovu postavena. Ještě v roce 1950 byla slévárna ve vlastnictví dělníků, potom se stala vlastnictvím továrníka Le Creuseta. V roce 1968 byla rozpuštěna i Godinova asociace a apartmány byly rozprodány.
Roku 1991 byla budova prohlášena za historickou památku a v roce 2000 byla zahájena její obnova a rekonstrukce. Počátkem 21. století byly některé z bytů přestavěny pro soukromé účely; restaurace ekonomatů byla dokončena roku 2008, přičemž prostory byly uzpůsobeny k provozu kaváren, knihoven, výstavních prostor a obchůdků se suvenýry. Také koupaliště je opět využíváno, prádelna byla přestavěna na společenskou místnost a sušárna na výstaviště.

## Publikace
- Godin, Jean-Baptiste André: Solutions Sociales, Erscheinungsort 1871. auch Paris 1979.
- Godin, Jean-Baptiste André: Mutualité sociale et association du capital et du travail. Paris 1880